# Лундишев Костянтин Володимирович
Костянтин Володимирович Лундишев — український режисер-документаліст. Лауреат премії імені М. В. Ломоносова АН СРСР (1964).

## Біографія
Народився 10 грудня 1903 року в с. Леликове (нині — Брестської області Білорусі) в родині службовця. Помер 11 листопада 1991 року в Києві. Закінчив кінофакультет Київського державного театрального технікуму (1928). Учасник німецько-радянської війни. Був актором у театрах Сміли, Ромнів, Кременчука, Києва. Працював асистентом режисера Київської кіностудії художніх фільмів, режисером навчальних і науково-популярних кінокартин. З 1945 р. — режисер студії «Київнаукфільм».

## Роботи
Створив фільми: «Лісові розсадники» (1952), «Передовики» (1954), «Фільм про Шевченківську МТС», «МТС — опора колгоспного ладу» (1956), «Слідами минулого» (1957), «Цього могло не трапитись», "Радянський автмобіль «Волга» (1958), «Хмелярі Житомирщини», «Розповідь мотора» (1959), «Про це сперечаються у світі» (1960), «Приїздіть в „Комунар“ за досвідом» (1961), «Таємниця алмазів» (1964. Премія ім. М. В. Ломоносова АН СРСР, Диплом Міжнародного кінофестивалю науково-популярних фільмів, Югославія, 1965), «Зелений конвейєр» (1965. Золота медаль ВДНГ, 1966), «Вода і технічний прогрес» (1966), «Скарби давньої Русі» (1967), «В районі абсолютного нуля» (1968. Срібна медаль ВДНГ, 1969), «У харківських фізиків» (1968), «Турбота про людину», «Боротьба з ожеледью на контактній сітці» (1969), «Наша фабрика — наша гордість», «Зрілість наступає двічі» (1970), «Культурна революція» (1971), «Земля і люди» (1972. Срібна медаль ВДНГ, 1973), «Калитянський комплекс» (1974), «Відзначені преміями Ради Міністрів СРСР» (1975. Срібна медаль ВДНГ, 1976), «Сучасні методи сейсмічного захисту споруд» (1975), «Відзначені преміями Ради Міністрів СРСР» (1976. Бронзова медаль ВДНГ, 1976), "Виробниче об'єднання «Маяк» (1978), «Жінки — механізатори лісової промисловості» (1978) та інші.

## Нагороди
Нагороджений медалями.
Був членом Спілки кінематографістів України.